# Biserrula
Biserrula L. è un genere di piante da fiore della famiglia delle Fabacee.

## Descrizione
Essa ha una caratteristica foglia simile a una felce, non dissimile alla serradella. È distinguibile da una tacca nella parte superiore di ogni fogliolina e dai suoi fiori dal viola pallido al blu. I baccelli sono piatti con bordi seghettati.

## Distribuzione e habitat
L'areale di questa specie comprende i paesi del bacino del Mediterraneo e si estende sino alla penisola arabica e nell'Africa orientale fino alla Tanzania.

## Tassonomia
Il genere comprende le seguenti specie:
- Biserrula epiglottis (L.) Coulot, Rabaute & J.-M.Tison
- Biserrula pelecinus L.

## Coltivazione
Legume da pascolo persistente per i sistemi di allevamento mediterranei. Essa ha semi duri, un apparato radicale profondo e un alto livello di tolleranza al pascolo. Biserrula è adatto per l'uso su terreni a tessitura fine con reazioni acide e alcaline tra cui terriccio sabbioso e argilloso e grazie al suo profondo apparato radicale può sopravvivere a lunghi periodi di siccità. La durezza del seme di Biserrula e il lento ammorbidimento dei semi lo rendono un legume ideale per i sistemi di allevamento a terra. Gli studi mostrano che l'inclusione della biserrula nella rotazione offre diversi vantaggi. In primo luogo, i semi duri della biserrula tendono a germogliare verso la fine del periodo estivo - autunnale, consentendo a gran parte della banca di semi di sfuggire a false interruzioni.